# Football d'hier et d'aujourd'hui
Pour plus de détails, voir Fiche technique et Distribution.
Football d'hier et d'aujourd'hui (Football Now and Then) est un court métrage d'animation américain réalisé par Walt Disney Productions, sorti le 2 octobre 1953.

## Synopsis
Un grand-père dit à son petit-fils que les anciens joueurs de football américain peuvent affronter et battre une équipe moderne. Nous assistons alors à un match retransmis par la télévision entre ces deux équipes, avec chacune leur public et leur soutien... et leur style de jeux.

## Fiche technique
- Titre original : Football Now and Then
- Autres titres[2] :
  - Suède : Fotboll förr och nu
  - France : Football d'hier et d'aujourd'hui
- Réalisateur : Jack Kinney
- Scénario : Lance Nolley
- Animateur : John Sibley, George Nicholas et Fred Moore
- Layout : Bruce Bushman
- Background : Dick Anthony
- Effets visuels: Dan MacManus
- Producteur : Walt Disney
- Société de production : Walt Disney Productions
- Distributeur : RKO Radio Pictures
- Date de sortie : 2 octobre 1953
- Format d'image : Couleur (Technicolor)
- Son : Mono
- Durée : 7 min
- Musique originale : Edward Plumb
- Langue : (en)
- Pays :  États-Unis